# Fratura da bacia
Uma fratura da bacia é uma fratura óssea nos ossos da bacia. Especificamente, o termo denomina qualquer fratura no sacro, nos ossos da anca (ísquio, osso público, ílio) ou no cóccix. O sintoma mais evidente é dor na região pélvica que se agrava com o movimento. Entre as possíveis complicações estão hemorragias internas, lesões na bexiga e trauma vaginal.
Entre as causas mais comuns de fraturas na bacia estão quedas, acidentes rodoviários, atropelamento ou lesões por esmagamento direto. Em pessoas mais novas geralmente é necessário um trauma significativo para fraturar a bacia, enquanto em pessoas idosas mesmo traumas ligeiros podem resultar em fraturas. As fraturas da bacia dividem-se em dois tipos: estáveis e instáveis. As fraturas instáveis dividem-se nas de compressão ântero-posterior, compressão lateral, cisalhamento vertical e mecanismos combinados. O diagnóstico é suspeito com base nos sintomas e num exame físico e pode ser confirmado com radiografia ou TAC. Nos casos em que a pessoa está alerta e não apresenta dor na região da bacia, geralmente não são necessários exames imagiológicos.
O tratamento de emergência geralmente consiste em medidas de suporte avançado de vida em trauma para estancar a hemorragia e hidratar a pessoa. O controlo da hemorragia pode ser feito com recurso ao enfaixamento das fraturas pélvicas instáveis com tecido ou na sua estabilização com um ligante pélvico. Nos casos em que a hemorragia persiste pode ser necessária angiografia com embolização. Após a estabilização do paciente, a bacia pode necessitar de reconstrução cirúrgica.
As fraturas da bacia correspondem a cerca de 3% de todas s fraturas ósseas em adultos. As fraturas estáveis geralmente têm prognóstico favorável. No entanto, em fraturas instáveis o risco de morte é de cerca de 15%, valor que pode chegar aos 50% quando a fratura está associada a baixa pressão arterial. Em muitos casos, as fraturas instáveis estão associadas a lesões noutras partes do corpo.